# Paradise (chanson de Coldplay)
Pour les articles homonymes, voir Paradise.
Singles de Coldplay
Every Teardrop Is A Waterfall
(2011) Charlie Brown
(2012)
Pistes de Mylo Xyloto
Hurts Like Heaven Charlie Brown
Paradise est une chanson du groupe britannique Coldplay, extraite de leur cinquième album Mylo Xyloto. Elle a été diffusée pour la première fois le 12 septembre 2011 sur l'antenne de la BBC Radio 1.

## Parution
C'est en cherchant à confirmer avec Mylo Xyloto le succès obtenu avec l'album Viva la Vida que Coldplay a attaché la plus grande importance à l'ordre des pistes de l'album ainsi qu'à l'ordre de parution des singles. Le débat était de savoir si ce serait Paradise ou Charlie Brown qui ferait suite au single Every Teardrop Is A Waterfall. Le manager du groupe, Dave Holmes, a déclaré que Charlie Brown, était initialement pressenti pour être publié en premier, mais le groupe, estimant que Paradise constituerait pour les fans une plus grande surprise, préféra finalement ce dernier.
Toutefois, Coldplay annonce juste après la première diffusion du single à la radio que celui-ci ne sera pas éligible au hit-parade britannique.
Le single sort le lundi 12 septembre 2011, mais le groupe a dévoilé le titre en petit comité pour la première fois le vendredi 9 septembre, lors de l'enregistrement d'une émission de Taratata qui fut diffusée en octobre.

## Clip vidéo
Coldplay a annoncé dans un premier temps que Hype Williams, déjà réalisateur du clip de Viva la Vida en 2008, serait choisi pour le tournage du clip. Mais ce fut finalement Mat Whitecross qui fut responsable du projet.
Capturé et enfermé, un éléphant (ou plus exactement un homme déguisé en éléphant) cherche à s'enfuir du zoo de Londres pour une destination encore inconnue. Il détruit le cadenas de sa cage avec une pierre avant de s'enfuir sur une bicyclette, poursuivi par les gardes. Il arrive ensuite à Londres, dans le métro puis se dirige vers l'aéroport d'Heathrow. Il y prend un avion en direction de l'Afrique du Sud. Arrivé sur place, il mendie afin d'obtenir un peu d'argent. Satisfait du montant récolté, il se rend ensuite chez un vendeur de cycles où il demande un bon VTT. Devant la modeste somme proposée pour l'achat, le vendeur refuse et lui propose un monocycle moins onéreux. L'éléphant accepte et continue son périple sur les routes sud-africaines. Il retire notamment à un moment le haut de son déguisement, laissant apparaître le visage du chanteur Chris Martin. Sur un panorama du soleil couchant et de la savane sud-africaines, l'éléphant retrouve au milieu de nulle part trois de ses compagnons, également déguisés comme lui, et jouant de la musique (guitare, basse et tambour). Le clip fait ensuite apparaître des images du concert de Coldplay au FNB Stadium  de Johannesburg, au cours duquel les artistes portent les masques de leurs déguisements respectifs.
En septembre 2018, le clip vidéo atteint le milliard de visionnages sur YouTube.

## Classements et certifications
| Classement (2011-2012)                      | Meilleure position |
| ------------------------------------------- | ------------------ |
| Allemagne (Media Control AG)                | 12                 |
| Australie (ARIA)                            | 2                  |
| Autriche (Ö3 Austria Top 40)                | 22                 |
| Belgique (Flandre Ultratop 50 Singles)      | 3                  |
| Belgique (Wallonie Ultratop 50 Singles)     | 3                  |
| Brésil (Billboard Hot 100 Airplay)          | 40                 |
| Brésil (Billboard Hot Pop)                  | 1                  |
| Canada (Hot 100)                            | 13                 |
| Canada (Canadian rock/alternative chart)    | 16                 |
| République tchèque                          | 7                  |
| Danemark (Tracklisten)                      | 5                  |
| Finlande (Suomen virallinen lista)          | 5                  |
| France (SNEP)                               | 5                  |
| Hongrie (Rádiós Top 40)                     | 22                 |
| Irlande (IRMA)                              | 2                  |
| Italie (FIMI)                               | 2                  |
| Japon (Hot 100)                             | 16                 |
| Pays-Bas (Nederlandse Top 40)               | 3                  |
| Pays-Bas (Single Top 100)                   | 2                  |
| Nouvelle-Zélande (RMNZ)                     | 5                  |
| Norvège (VG-lista)                          | 1                  |
| Écosse (OCC)                                | 2                  |
| Espagne (PROMUSICAE)                        | 5                  |
| Suisse (Schweizer Hitparade)                | 4                  |
| Royaume-Uni (UK Singles Chart)              | 1                  |
| États-Unis (Billboard Hot 100)              | 15                 |
| États-Unis (Billboard Pop Songs)            | 37                 |
| États-Unis (Billboard Hot Dance Club Songs) | 7                  |
| États-Unis (Billboard Adult Pop Songs)      | 14                 |
| États-Unis (Billboard Rock Songs)           | 3                  |
| États-Unis (Billboard Alternative Songs)    | 1                  |
| États-Unis (Billboard Triple A),            | 1                  |

| Classement (2011)              | Position |
| ------------------------------ | -------- |
| Australie                      | 54       |
| Belgique (Flandre)             | 47       |
| Belgique (Wallonie)            | 72       |
| Allemagne                      | 61       |
| Pays-Bas (Mega Single Top 100) | 25       |
| Suisse                         | 34       |

| Pays                     | Certifications |
| ------------------------ | -------------- |
| Allemagne (BVMI)         | Or             |
| Australie (ARIA)         | 6 × Platine    |
| Belgique (BEA)           | Or             |
| Canada (CRIA)            | 3 × Platine    |
| Danemark (IFPI)          | Platine        |
| États-Unis (RIAA)        | Platine        |
| France (SNEP)            | Or             |
| Italie (FIMI)            | 2 × Platine    |
| Nouvelle-Zélande (RIANZ) | 2 × Platine    |

## Historique de sortie
| Pays  | Date de sortie    | Format                 | Record Label |
| ----- | ----------------- | ---------------------- | ------------ |
| Monde | 12 septembre 2011 | Téléchargement digital | Parlophone   |

## Reprises dans d'autres œuvres
"Paradise" est repris en générique de fin des films français suivants :
- la comédie dramatique Avis de mistral (sortie en 2014) sur fond de photographies commémorant les principaux moments émouvants du film et sur fond (de la première moitié) des crédits de fin,
- la comédie romantique L'Embarras du choix (sortie en 2017).